# Popis najviših nebodera svijeta
Popis prvih 30 najviših nebodera na svijetu, prikaz najviših zgrada na svijetu 2015. godine. Navedeni podaci odnose se na potpune visine objekata, od tla do najviše točke. Trenutačno je najviši neboder Kalifov toranj u Dubaiju u UAE-u, dok su najviši dvojni neboderi Petronasovi tornjevi blizanci u Kuala Lumpuru u Maleziji. Zanimljivo je napomenuti kako se od 10 najviših nebodera svijeta čak 9 nalazi u Aziji. Također, od 30 najviših nebodera svijeta ni jedan se ne nalazi u Africi, Južnoj Americi ili Australiji.

## Najviši neboderi na svijetu
| podebljano | oznaka zgrade koja je u nekom trenutku bila najviša na svijetu |

Slijedi prikaz najviših nebodera na svijetu u 2015. godini.
| poredak | zgrada[A]                                | grad          | država                     | visina (m) | broj katova | godina izgradnje |
| ------- | ---------------------------------------- | ------------- | -------------------------- | ---------- | ----------- | ---------------- |
| 1       | Kalifov toranj                           | Dubai         | Ujedinjeni Arapski Emirati | 828 m      | 163         | 2010.            |
| 2.      | Šangajski toranj                         | Šangaj        | NR Kina                    | 632 m      | 123         | 2014.[B]         |
| 3.      | Urni toranj Mekanskog kraljevskog hotela | Meka          | Saudijska Arabija          | 601 m      | 120         | 2012.            |
| 4.      | Svjetski trgovački centar jedan          | New York City | SAD                        | 541,3 m    | 104         | 2013.            |
| 5.      | CTF financijski centar                   | Guangzhou     | NR Kina                    | 530 m      | 111         | 2015.            |
| 6.      | Taipei 101                               | Taipei        | Republika Kina             | 509 m      | 101         | 2004.            |
| 7.      | Šangajski svjetski financijski centar    | Šangaj        | NR Kina                    | 492 m      | 101         | 2008.            |
| 8.      | Međunarodni komercijalni centar          | Hong Kong     | Hong Kong                  | 484 m      | 118         | 2010.            |
| 9.      | Petronasov toranj 1                      | Kuala Lumpur  | Malezija                   | 452 m      | 88          | 1998.            |
| 9.      | Petronasov toranj 2                      | Kuala Lumpur  | Malezija                   | 452 m      | 88          | 1998.            |
| 11.     | Zifengov toranj                          | Nanjing       | NR Kina                    | 450 m      | 89          | 2010.            |
| 12.     | Willisov toranj (nekoć Searsov toranj)   | Chicago       | SAD                        | 442 m      | 108         | 1973.            |
| 13.     | Kingkey 100                              | Shenzhen      | NR Kina                    | 442 m      | 100         | 2011.            |
| 14.     | Kantonski međunarodni financijski centar | Guangzhou     | NR Kina                    | 440 m      | 103         | 2010.            |
| 15.     | Trumpov međunarodni hotel i toranj       | Chicago       | SAD                        | 423 m      | 98          | 2009.            |
| 16.     | Toranj zlatna blagostanja                | Šangaj        | NR Kina                    | 421 m      | 88          | 1999.            |
| 17.     | Princezin toranj                         | Dubai         | Ujedinjeni Arapski Emirati | 414 m      | 101         | 2012.            |
| 18.     | Crveni toranj                            | Kuwait City   | Kuvajt                     | 413 m      | 77          | 2011.            |
| 19.     | Međunarodni financijski centar 2         | Hong Kong     | Hong Kong                  | 412 m      | 88          | 2003.            |
| 20.     | Marina 23                                | Dubai         | Ujedinjeni Arapski Emirati | 395 m      | 89          | 2012.            |
| 21.     | CITIC Plaza                              | Guangzhou     | NR Kina                    | 391 m      | 80          | 1997.            |
| 22.     | Trg Shun Hinga                           | Shenzhen      | NR Kina                    | 384 m      | 69          | 1996.            |
| 23.     | Projekt središnjeg tržišta               | Abu Dhabi     | Ujedinjeni Arapski Emirati | 381 m      | 88          | 2012.            |
| 24.     | Empire State Building                    | New York City | SAD                        | 381 m      | 102         | 1931.            |
| 25.     | Elitna rezidencija                       | Dubai         | Ujedinjeni Arapski Emirati | 380,5 m    | 87          | 2012.            |
| 26.     | Tuntexov nebeski toranj                  | Kaohsiung     | Republika Kina             | 378 m      | 85          | 1997.            |
| 27.     | Central Plaza                            | Hong Kong     | Hong Kong                  | 374 m      | 78          | 1992.            |
| 28.     | Toranj Kineske banke                     | Hong Kong     | Hong Kong                  | 367 m      | 70          | 1990.            |
| 29.     | Toranj Američke banke                    | New York City | SAD                        | 366 m      | 54          | 2009.            |
| 30.     | Dijamantni toranj                        | Dubai         | Ujedinjeni Arapski Emirati | 363 m      | 68          | 2009.            |
| 31.     | Vrhunac                                  | Guangzhou     | NR Kina                    | 360 m      | 60          | 2012.            |

## Fotogalerija
- Svjetski trgovački centar jedan u New York Cityju, kojeg je konačna visina dosegnuta, četvrta je zgrada po visini u svijetu i najviša na zapadnoj hemisferi od 10. svibnja 2013.
- Taipei 101 u Taipeiju na Tajvanu bio je 6 godina najviša zgrada na svijetu sve do 2010.
- Petronasovi tornjevi blizanci u Kuala Lumpuru u Maleziji bili su najviše zgrade na svijetu od 1998. do 2004., a još su najviše dvojne zgrade na svijetu.
- Čikaški Willisov toranj (izvorno Searsov toranj) bio je najviša zgrada na svijetu od 1974. do 1998.
- Šangajski svjetski financijski centar jest šesta po visini zgrada na svijetu i najviša zgrada u Narodnoj Republici Kini, s najvišim vidikovcem.
- Hongkonški Međunarodni komercijalni centar trenutačno je 7. po visini zgrada na svijetu. Gornjih 15 katova zauzima hotelsko društvo Ritz-Carlton; ovaj će hotel biti najviši grand hotel sa 6 zvjezdica na svijetu, zamijenivši Park Hyatt Shanghai Hotel.
- Njujorški Empire State Building bio je najviša zgrada na svijetu od 1931. do 1972. i četvrta je zgrada po visini u Sjedinjenim Državama.